# Parker Pen Company
Parker Pen Company je americký výrobce psacích potřeb, založený roku 1888 americkým učitelem Georgem Saffordem Parkerem v Janesville ve Wisconsinu ve Spojených státech amerických.

## Historie společnosti

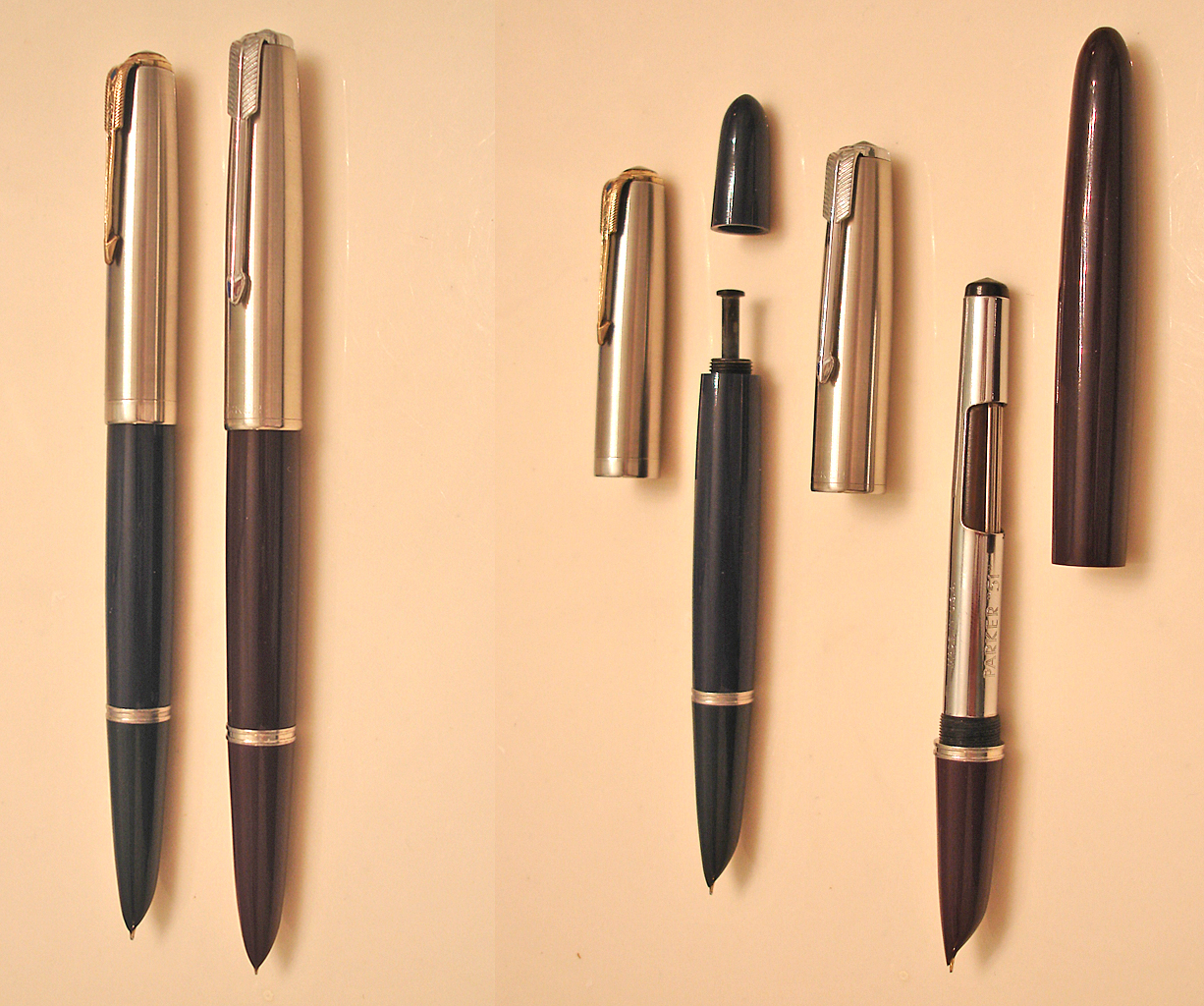
výrobky Parker Pen Company v roce 1942

George Safford Parker, zakladatel společnosti Parker Pen Company, byl chudým venkovským učitelem ve městečku Janesville a smluvním prodejcem firmy John Holland Gold Pen Company, jejíž pera musel prodávat, aby vylepšil svoji bídnou sociální situaci. S pery značky, kterou prodával, však nebyl spokojen a dal se do vymýšlení vlastního typu plnicího pera. První patent na plnicí pero obdržel již roku 1889. V roce 1894 obdržel patent na svůj výrobek s názvem „Lucky Curve“ – plničku, která zabraňovala rozlití inkoustu z pera, což byl do té doby velký problém.
Pera Parker byla používána mnoha významnými osobnostmi. Například Giacomo Puccini s ním napsal operu La Bohème, A. C. Doyle jej používal při psaní povídek o Sherlocku Holmesovi. Pery Parker 51, která patřila generálu Dwightu D. Eisenhowerovi, byla 7. května 1945 podepsána konečná kapitulace Německa. V roce 1962 byla také firma Parker Pen vybrána jako výhradní dodavatel per a inkoustů do britské královské rodiny.

## Modely per
- Jointless (1899)
- Jack Knife Safety (1909)

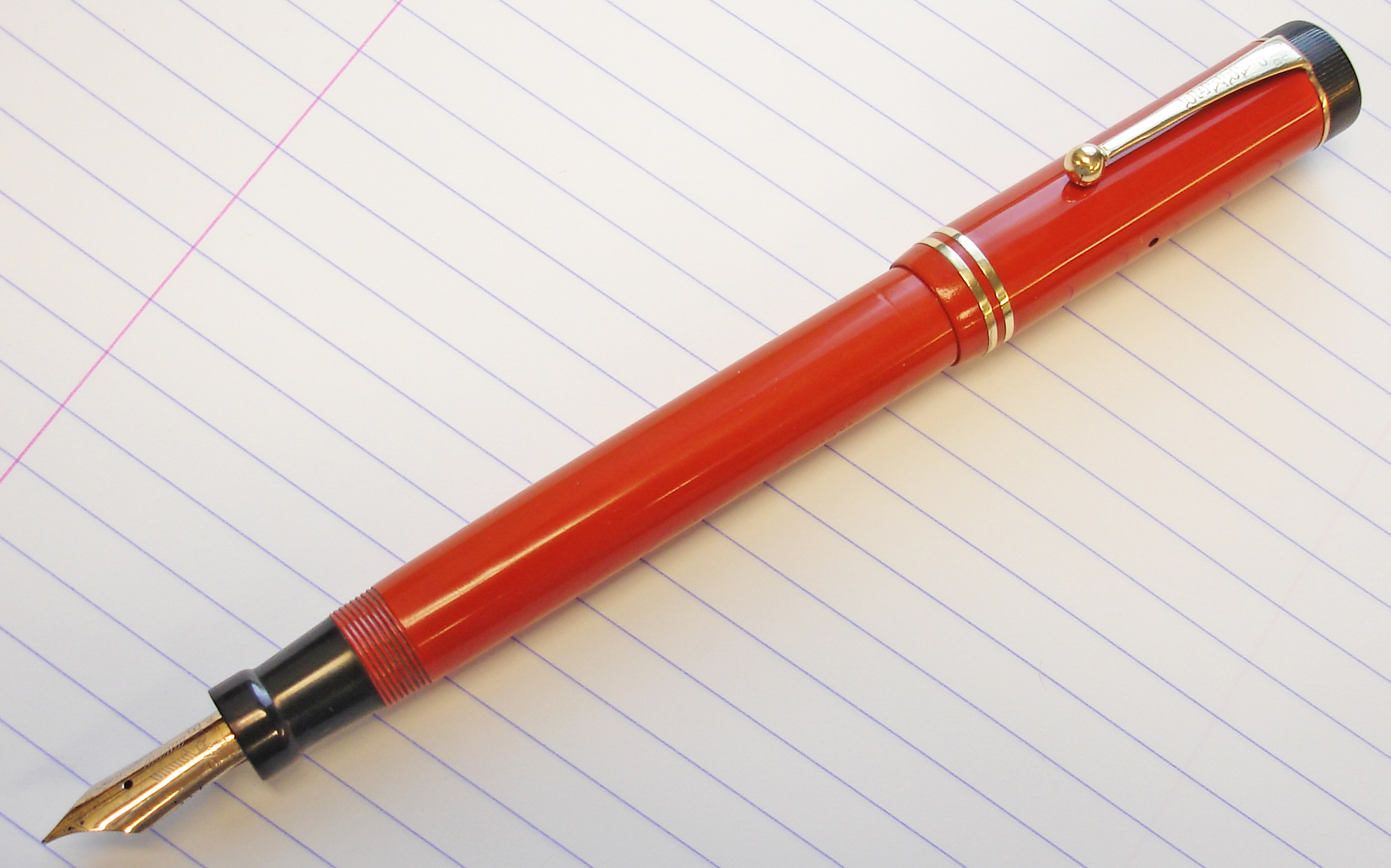
Parker Duofold

- Duofold (1921) - je vlajkovou lodí Parkeru, dědictví a symbol excelence od roku 1921, Duofold zůstává nejvýznamnějším perem z celého rodokmenu Parkeru.
- Vacumatic (1932)
- „51“ (1941) - jedná o průlomový a v mnoha směrech originální psací nástroj. Inspirovaný perem kdysi označovaným jako nejžádanější na světě.
- Jotter (1954) - je autentická ikona Parkeru více než 50 let používanou např. Jamesem Bondem, příznivá cena a dokonale fungující systém.
- „61“ (1956)
- „45“, „75“ (1964)
- Classic (1967)
- „25“ (1975)Parker Jotter
- Arrow (1982)
- Vector (1986)
- Duofold International (1987)
- „95“ (1988)

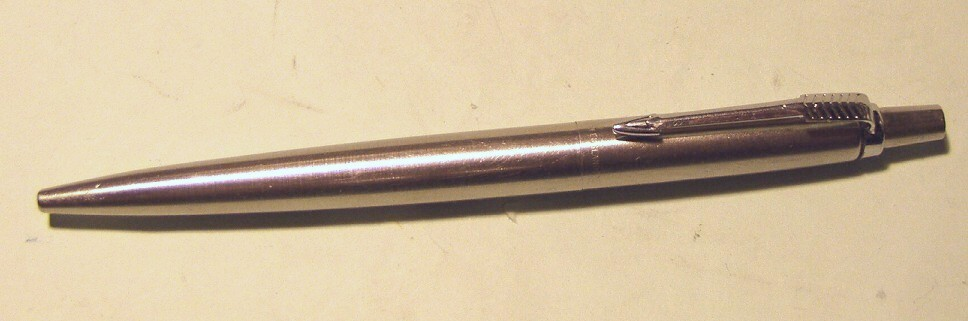
Parker Jotter

- Sonnet (1993) - Nadčasová elegance modelu Sonnet, jeho vytříbený styl i rozmanité povrchové úpravy skvěle navazují na designérskou tradici značky.
- „100“ (2004)
- Urban (2006) -  je osobitý styl a mimořádný výkon. Vizuálně nápadný Urban posouvá tradiční hranice značky.
- Premier (2009) - řada se vymyká moderním designem s velkolepou prestiží, spojenou výjimečným dědictvím řemeslného umění.
- Ingenuity (2011) - Modelová řada Ingenuity představuje novou generaci psacích potřeb vyvinutých výhradně pro použití revolučního, doslova pátého typu náplně - Parker 5TH.
- IM (2020) - pyšní se skvělou povrchovou úpravou, výběrem těch nejlepších barevných kombinací, která dodávají elegantní vzhled a vkus této řady.